# 日光国立公園
日光国立公園（にっこうこくりつこうえん）は、日光市を中心とする栃木県に、隣接する群馬県、福島県の3県にまたがる国立公園である。日光地域、鬼怒川・栗山地域、那須甲子・塩原地域の三地域に分けられる。

## 概要
1934年12月4日に大雪山国立公園、阿寒摩周国立公園、中部山岳国立公園、阿蘇くじゅう国立公園とともに指定された。当初は日光、尾瀬、奥鬼怒の三地域が指定されていたが、1950年に那須甲子・塩原、藤原、栗山、足尾の四地域が追加された。2007年に尾瀬地域が尾瀬国立公園に分離されたため、現在は日光地域、鬼怒川・栗山地域、那須甲子・塩原地域の三地域から成る。
- 日光・鬼怒川・塩原・那須など栃木県の主な景勝地に加え、那須に隣接する福島県の甲子地域（旭岳、甲子高原）も指定区域に含まれている。

### 面積
- 総面積は114,908ha

### 自然
那須火山帯に属する山岳地帯で、日光地域には男体山、女峰山、赤薙山といった成層火山が在るほか、溶岩ドームである大真名子山、小真名子山、太郎山や日光白根山や根名草山、鬼怒沼山、錫ヶ岳、皇海山などが、那須甲子地域には現在も噴煙をあげている茶臼岳を中心とする那須連山などがある。またこの山岳地域（奥日光）には中禅寺湖（1,162ha）、湯ノ湖、西ノ湖などの湖沼、華厳滝や竜頭滝、湯滝、霧降ノ滝などの瀑布といった名勝が数多く存在する。

### 温泉
鬼怒川、塩原、那須、日光湯元、湯西川、川治、奥鬼怒、女夫渕など多くの温泉が湧出し、公園利用の拠点となっている。

### 動植物
シラネアオイやオゼソウ、シブツアサツキ、コウシンソウなどの貴重な高山植物やホンドキツネ、ホンドテン、ニホンイタチ、ホンドオコジョ、ニホンジカ、ニホンカモシカ、ツキノワグマ、ホンドタヌキ、ニホンアナグマ、ニホンザルといった野生動物も多い。日光市ではサルの餌付け禁止条例も出している。イノシシは明治期の豚コレラでいろは坂以上の奥日光から絶滅したとされていたが、近年再確認されている。西ノ湖にてニホンカワウソが1950年に確認されており、関東地方における最後の記録とされている。フクロウなどの野鳥も豊富で、中禅寺湖周辺は本州でオオワシやオジロワシが毎冬現れる数少ない地域の一つである。

## 火山
- 日光連山
  - 男体山
  - 女峰山
  - 大真名子山
  - 小真名子山
  - 赤薙山
  - 帝釈山
  - 太郎山
  - 山王帽子山
  - 三岳
  - 於呂倶羅山
  - 温泉ヶ岳
  - 金精山
  - 根名草山
  - 外山
  - 白根隠山
  - 五色山
  - 前白根
  - 奥白根
- 錫ヶ岳
- 皇海山
- 庚申山
- 袈裟丸山

- 那須岳
  - 茶臼岳
  - 朝日岳
  - 三本槍岳

- 高原山
  - 鶏頂山
  - 釈迦ヶ岳
  - 西平岳

## 関係市町村
- 栃木県

日光市、矢板市、那須塩原市、塩谷町、那須郡那須町
- 群馬県

利根郡片品村
- 福島県

南会津郡下郷町、西白河郡西郷村

## 歴史
- 1934年（昭和9年）12月4日 「日光国立公園」指定（日光、尾瀬及び奥鬼怒地区）
- 1938年（昭和13年）5月13日 特別地域を指定
- 1950年（昭和25年）9月22日 那須、甲子、塩原、藤原、栗山及び足尾地区を区域に加える
- 1953年（昭和28年）12月22日 特別保護地区を指定
- 1957年（昭和32年）4月5日 那須地域の区域を変更
- 1957年（昭和32年）7月8日 旧皇室用地を区域に加える
- 1965年（昭和40年）4月15日 光徳地区及び戦場ヶ原の一部を特別地域に指定
- 1967年（昭和42年）12月5日 尾瀬の一部を特別地域に指定
- 1985年（昭和60年）9月5日 那須甲子、塩原地域の公園区域及び公園計画を全般的に見直し
- 1992年（平成4年）7月14日 那須甲子、塩原地域の公園区域及び公園計画を変更
- 1997年（平成9年）9月18日 日光地域の公園区域及び公園計画を全般的に見直し
- 2007年（平成19年）8月30日 尾瀬地域を尾瀬国立公園として分離

## おもな景勝地
- 日光地区
  - 山・高原 - 白根山、男体山、太郎山、女峰山、皇海山、庚申山、半月山、霧降高原
  - 湿原 - 戦場ヶ原、小田代ヶ原
  - 湖沼 - 中禅寺湖、湯ノ湖、西ノ湖、切込湖・刈込湖、光徳沼、菅沼・丸沼
  - 滝 - 華厳滝、湯滝、竜頭滝、裏見滝、霧降ノ滝
  - 峡谷 - 憾満ヶ淵
  - 温泉 - 日光湯元温泉
  - 歴史的建造物 - 日光東照宮、日光二荒山神社、輪王寺
- 鬼怒川地区
  - 湖沼・湿原 - 鬼怒沼
  - 滝 - ヒナタオソロシの滝、オロオソロシの滝
  - 温泉 - 鬼怒川温泉、川治温泉、奥鬼怒温泉郷、湯西川温泉
  - 峡谷 - 龍王峡
- 那須・甲子地区
  - 山・高原 - 那須岳（茶臼岳、朝日岳、三本槍岳など）、那須高原
  - 湿原 - 沼原湿原
  - 滝 - 乙女の滝
  - 温泉 - 那須温泉郷、板室温泉、甲子温泉
  - その他 - 殺生石
- 塩原・八方ヶ原地区
  - 山・高原 - 日留賀岳、小佐飛山、高原山（釈迦ヶ岳、鷄頂山、剣ヶ峰など）、八方ヶ原
  - 温泉 - 塩原温泉郷
  - 滝 - 雷霆ノ滝（らいていのたき）、咆哮霹靂ノ滝(ほうこうへきれきのたき)
  - 峡谷 - 塩原渓谷
  - その他 - 尚仁沢湧水

### 尾瀬国立公園として分割
- 尾瀬地区
  - 湖沼・湿原 - 尾瀬沼、尾瀬ヶ原、三条の滝

## ビジターセンター
利用者数は2008年（平成20年）。
| センター名               | 設置者 | 所在地                         | 利用者数（人） |
| ------------------------ | ------ | ------------------------------ | -------------- |
| 日光湯元ビジターセンター | 環境省 | 栃木県日光市湯元               | 77,111         |
| 塩原温泉ビジターセンター | 栃木県 | 栃木県那須塩原市塩原前山国有林 | 72,763         |
| 栃木県立日光自然博物館   | 栃木県 | 栃木県日光市中宮祠2480-1       | 64,879         |
| 赤沼自然情報センター     | 栃木県 | 栃木県日光市中宮祠2480-1       | 53,662         |

## 画像

### 日光国立公園の風景

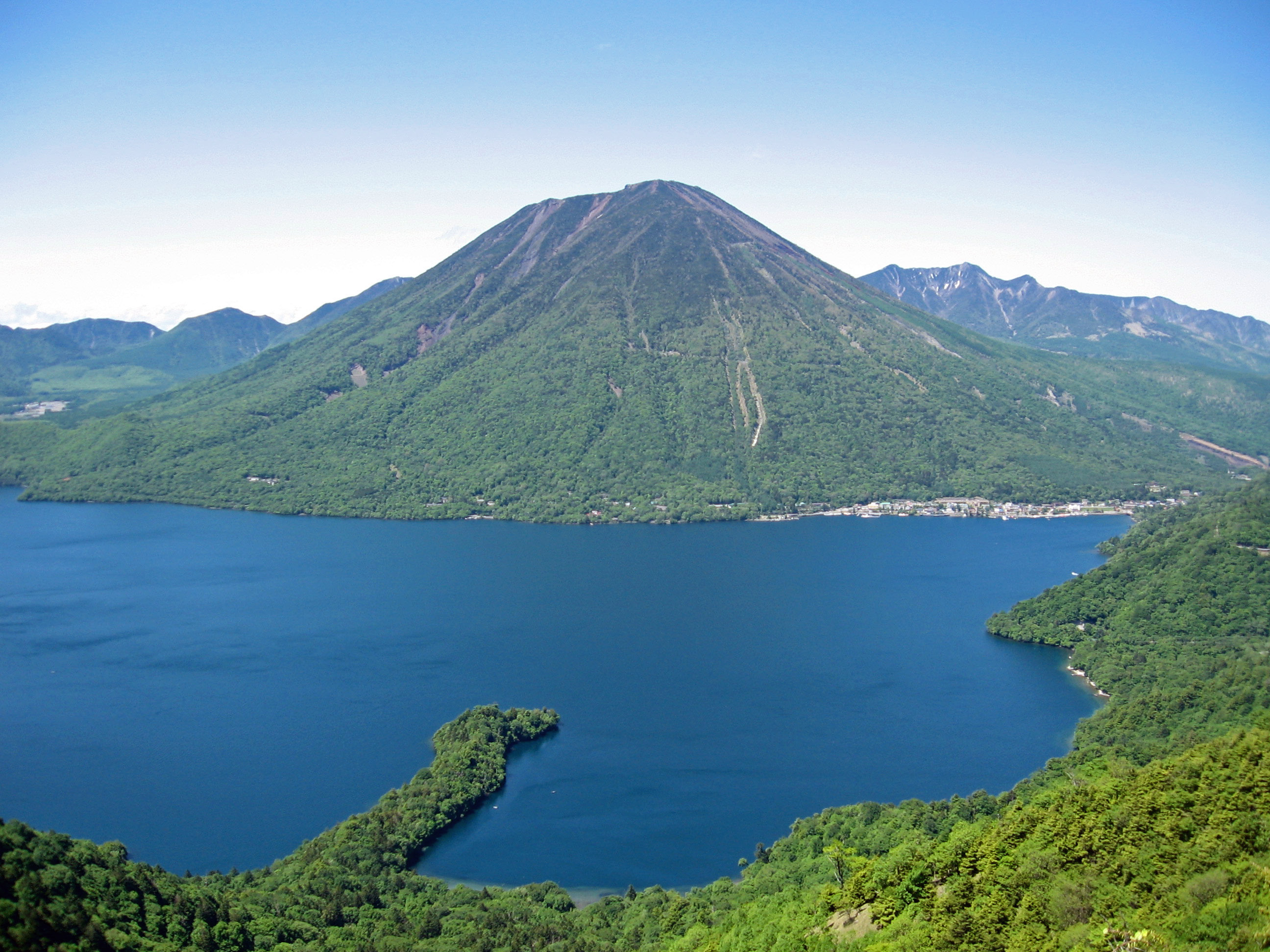
中禅寺湖と男体山。手前の半島は八丁出島
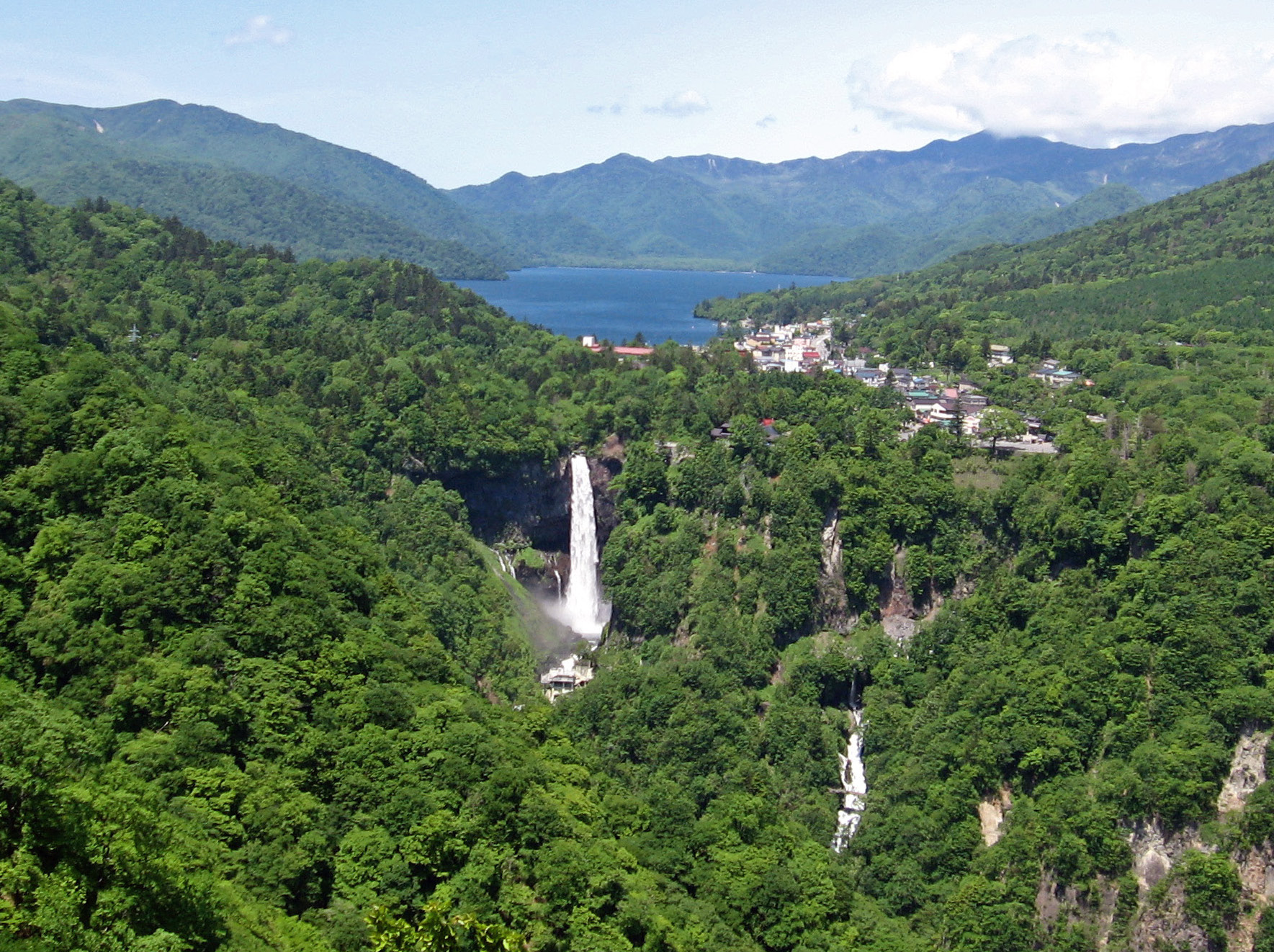
中禅寺湖と華厳滝
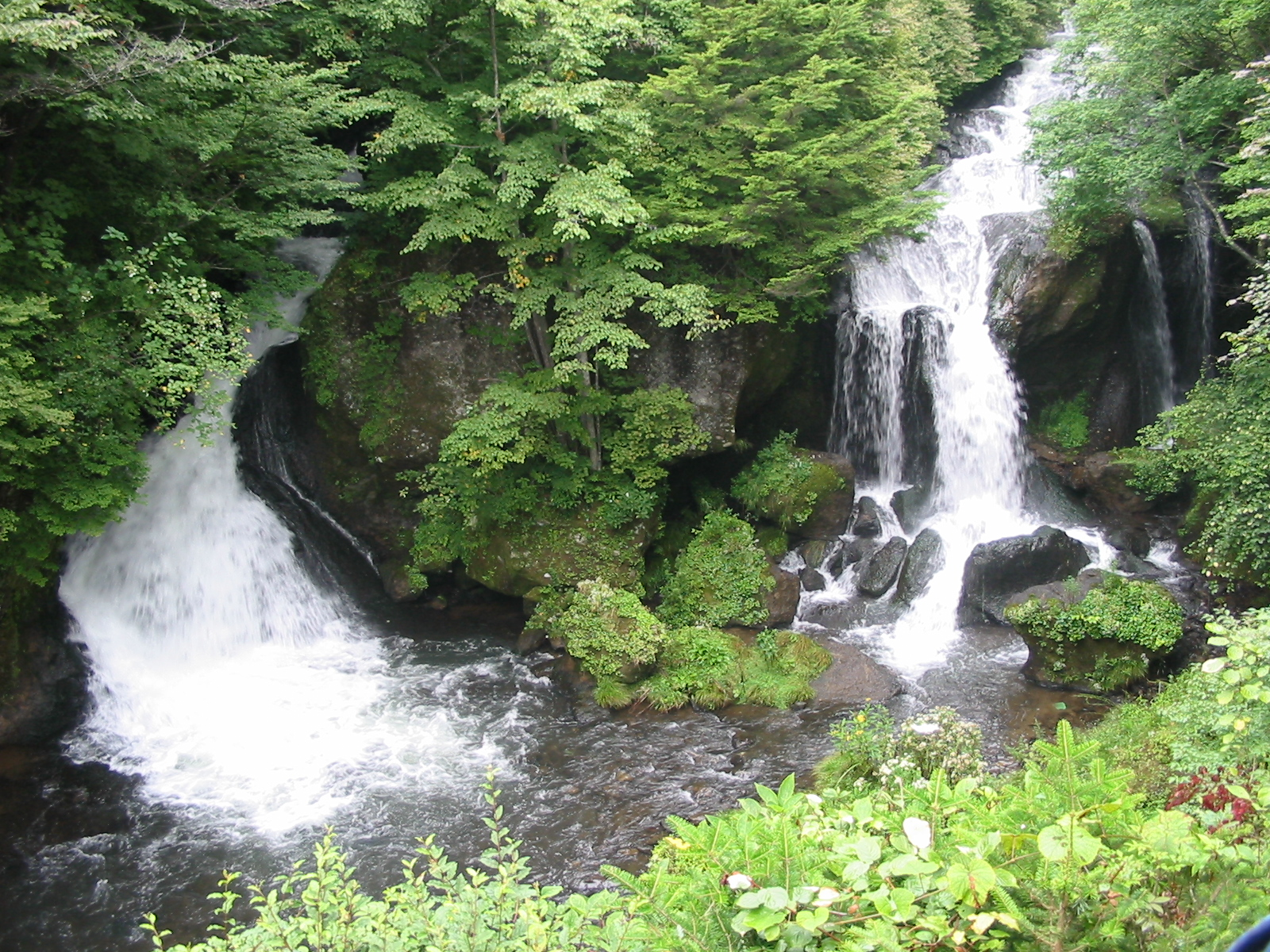
竜頭の滝
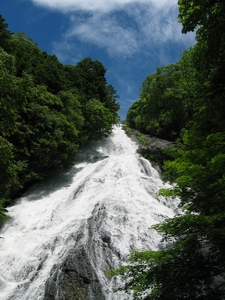
湯滝
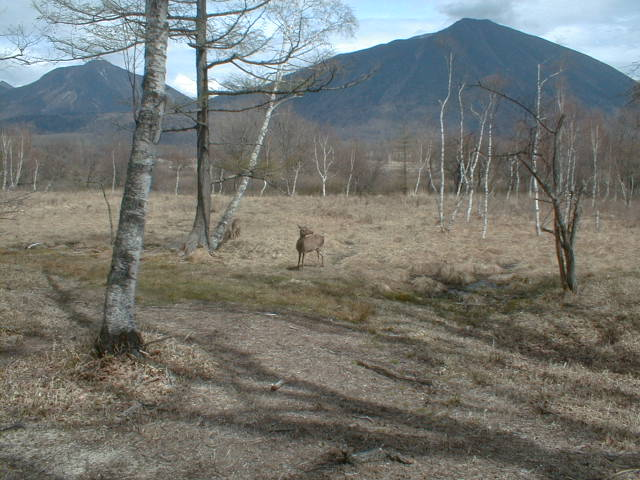
奥日光・戦場ヶ原西部より望む男体山（右側）とホンシュウジカ
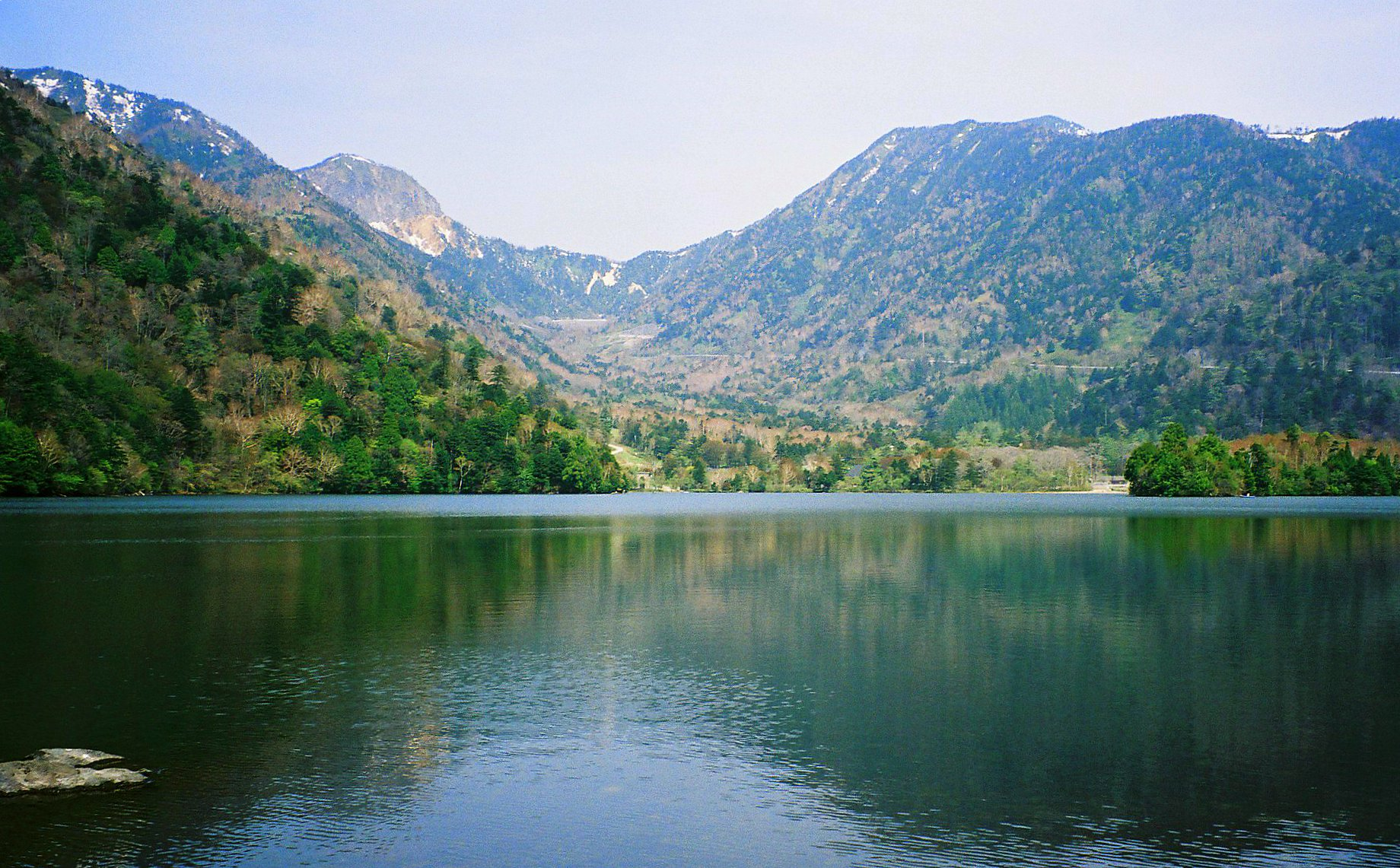
湯ノ湖
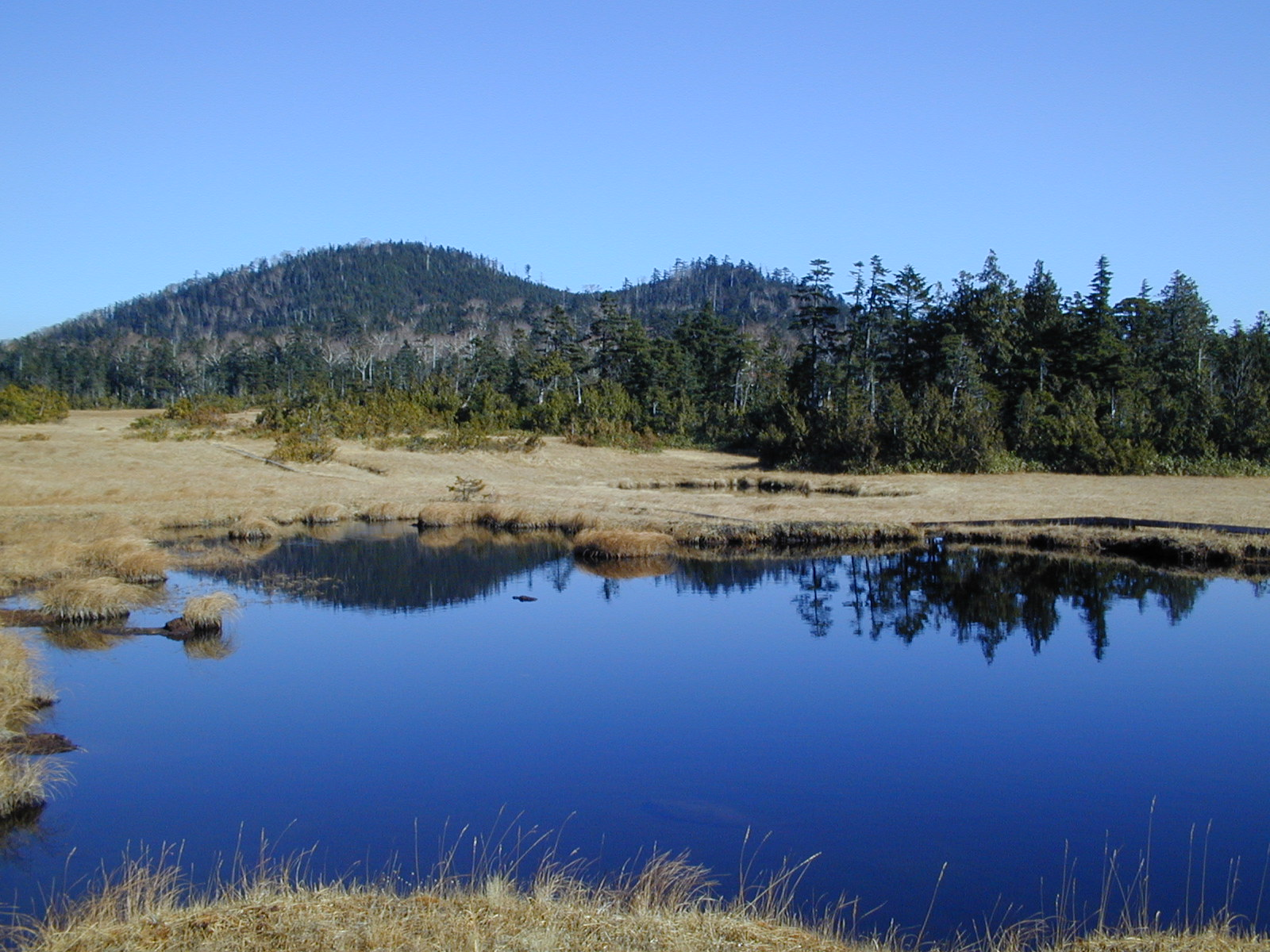
鬼怒沼の池塘より鬼怒沼山
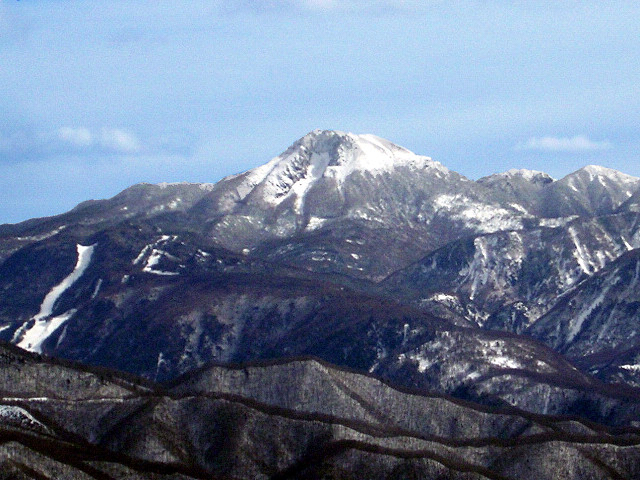
東日本最高峰日光白根山
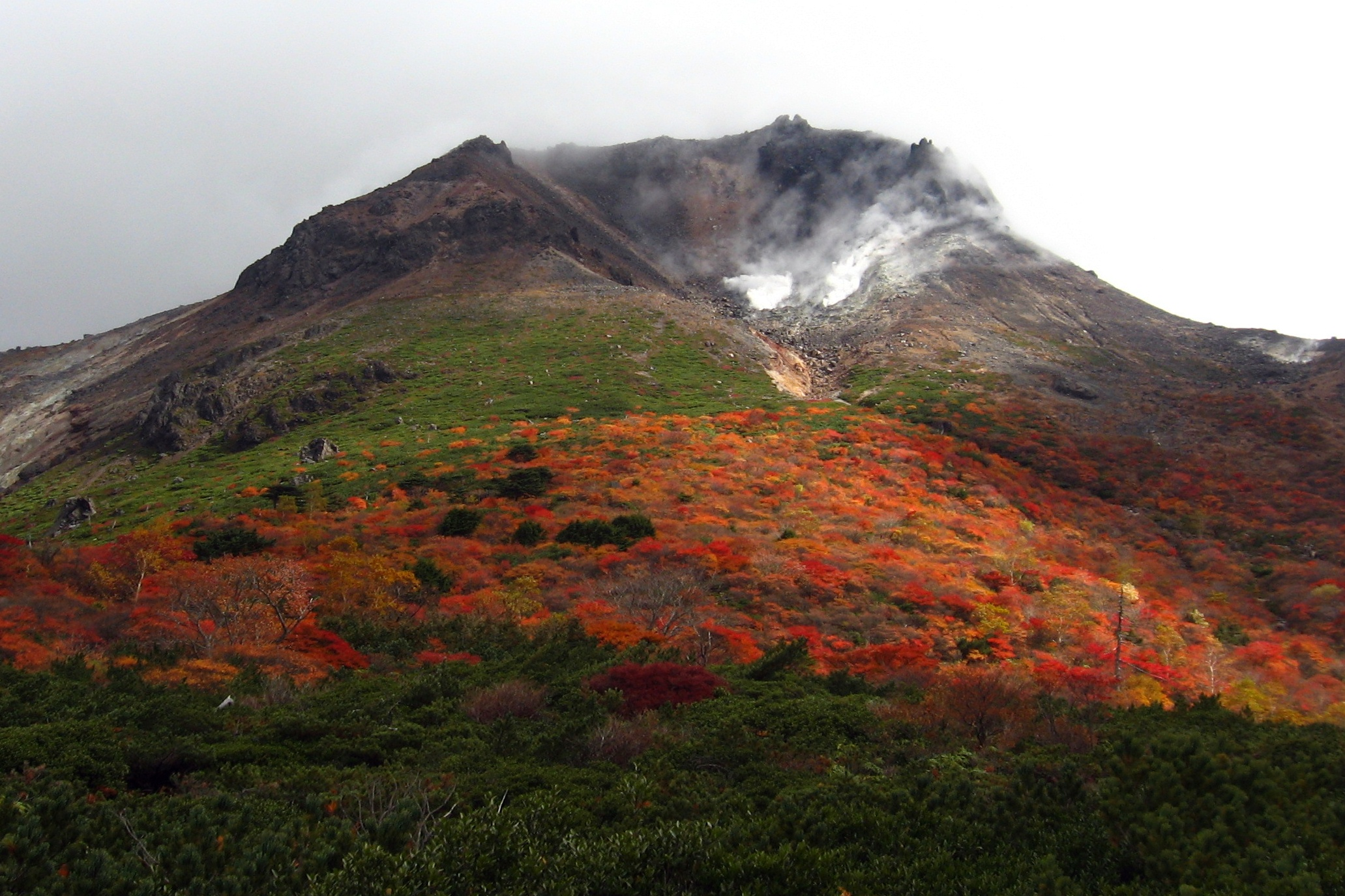
茶臼岳
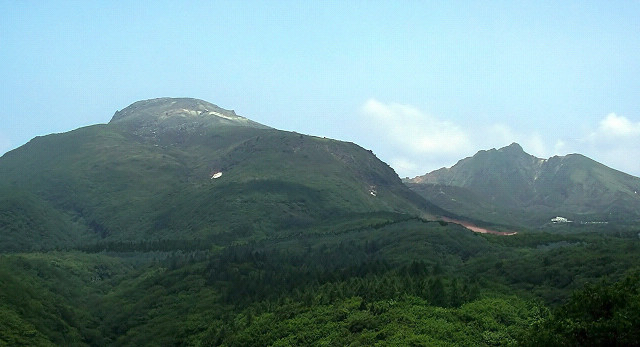
茶臼岳（左）と朝日岳（右）
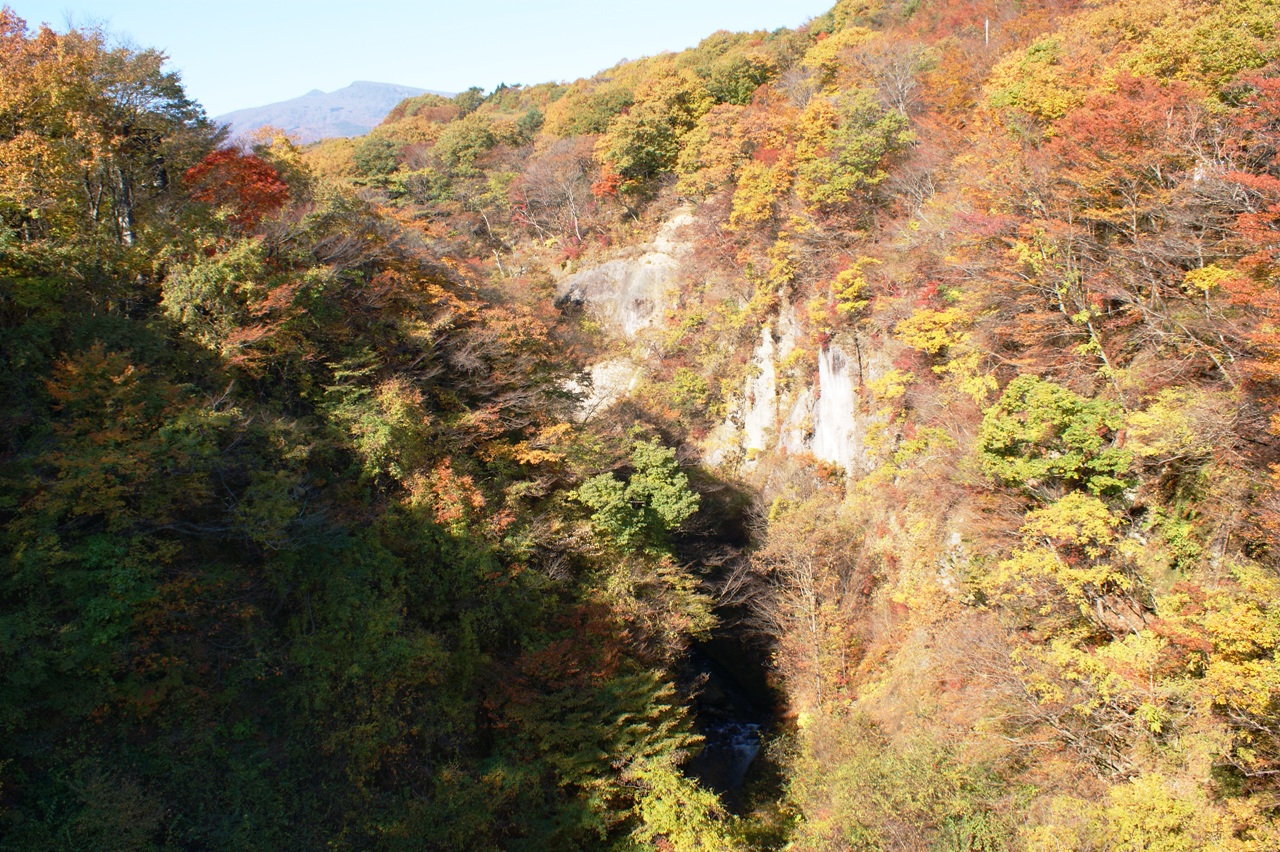
雪割渓谷
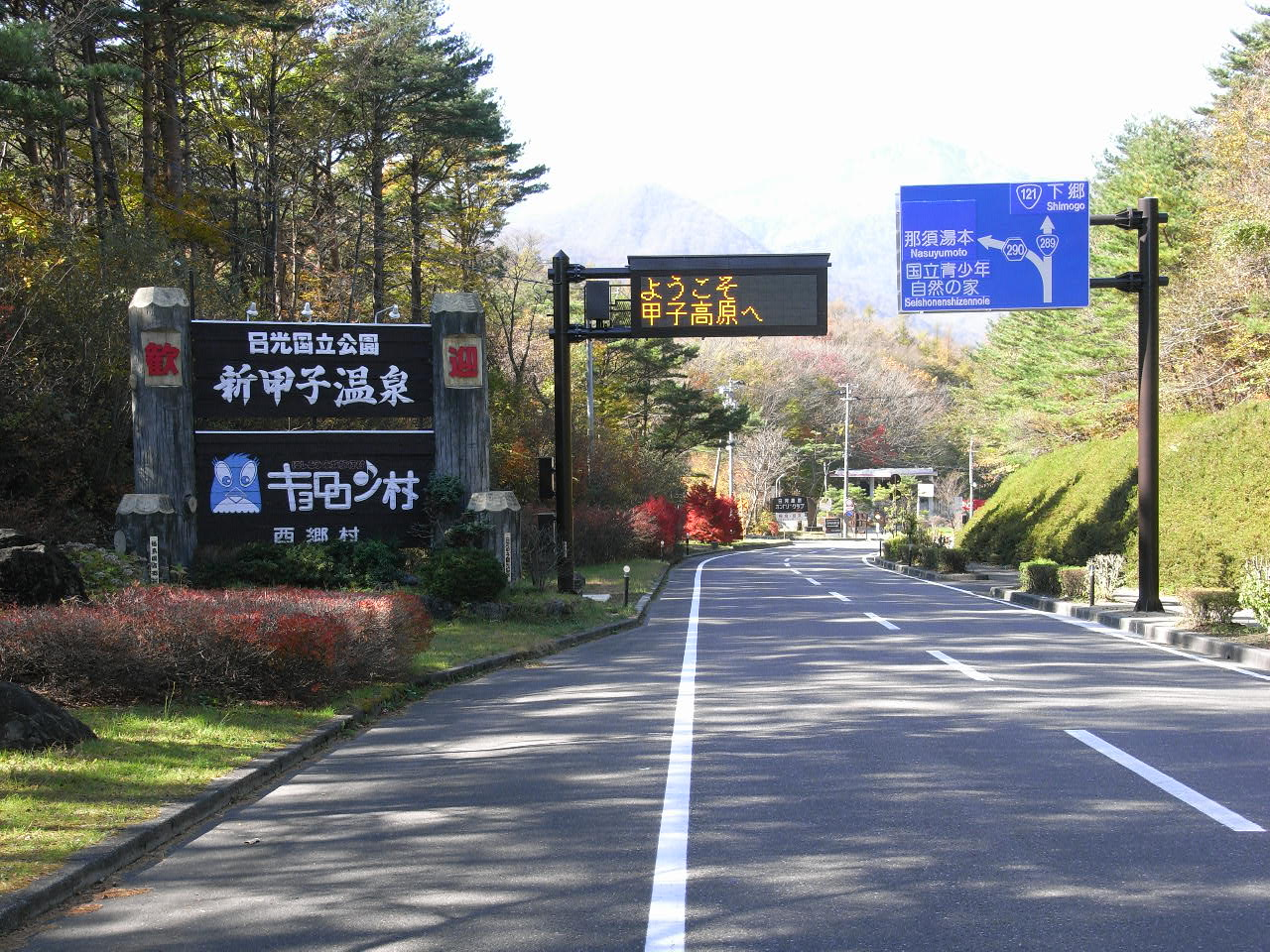
新甲子温泉
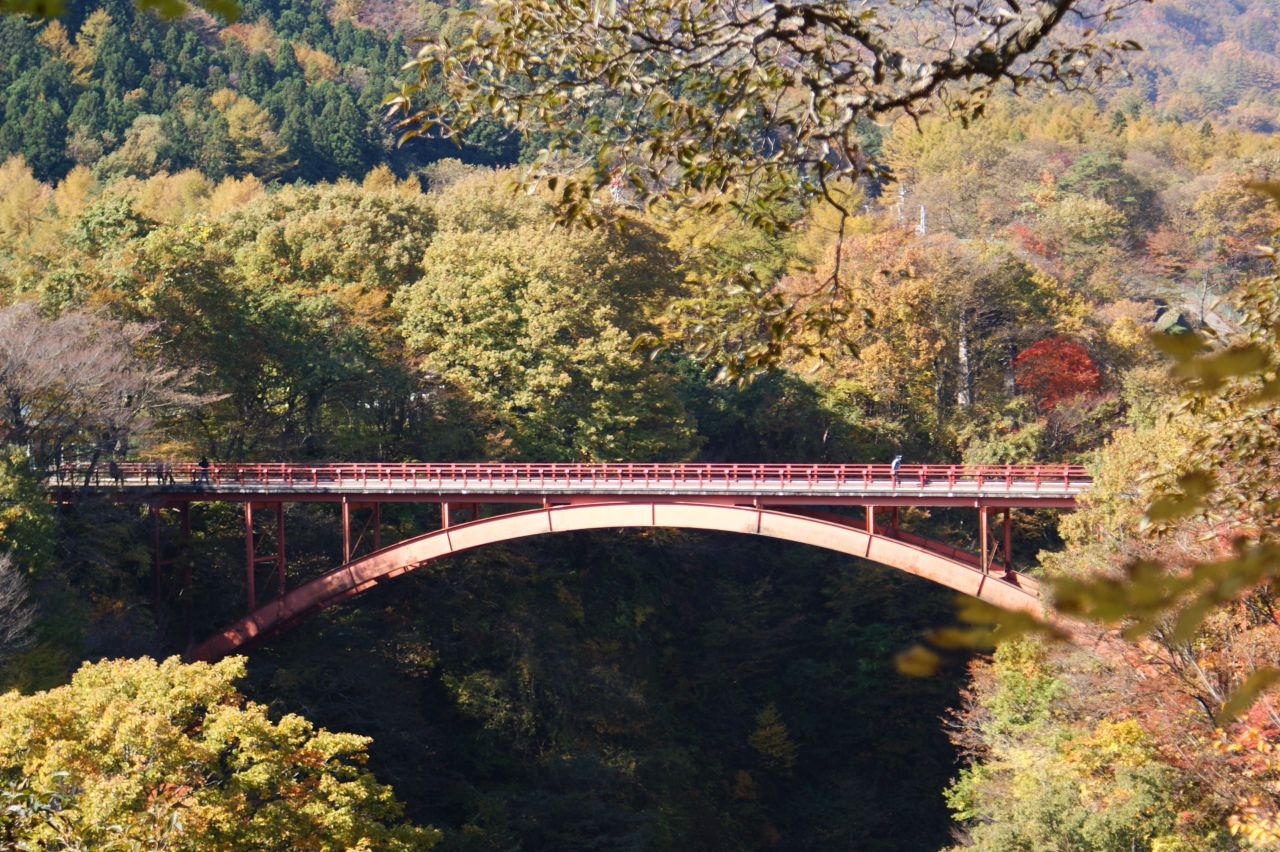
雪割橋
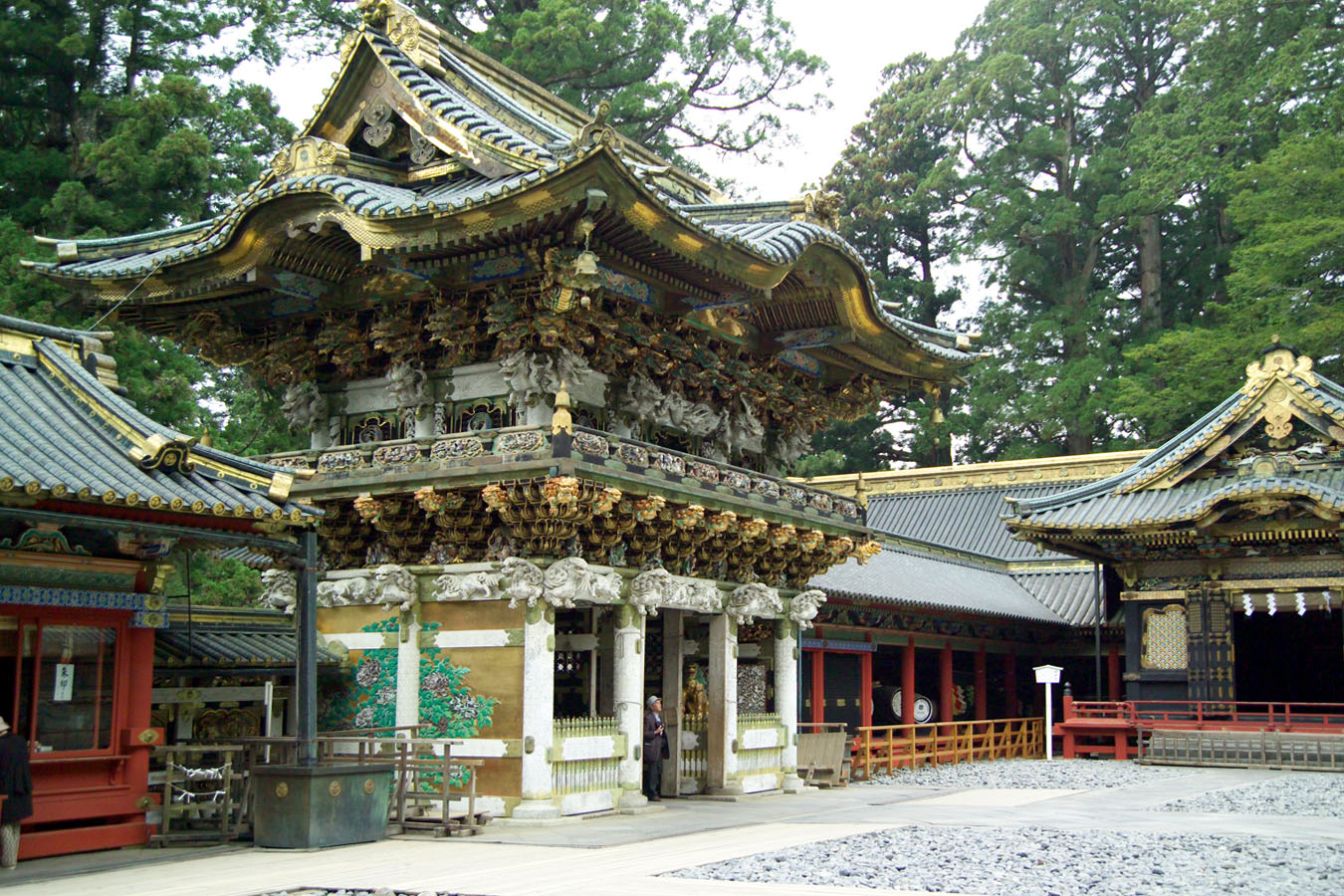
日光東照宮

### 切手

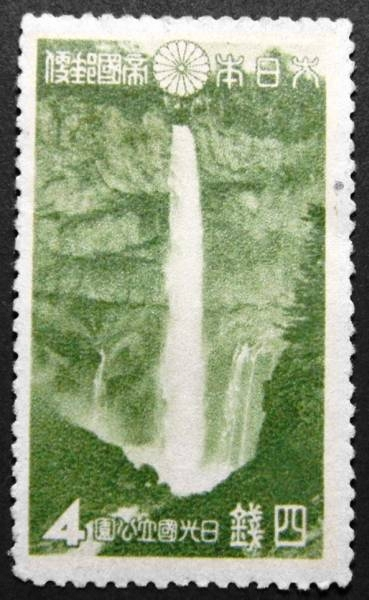
4銭切手
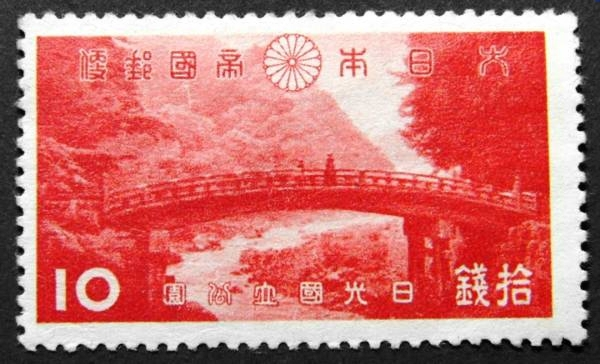
10銭切手